# The Seeker
«The Seeker» es una canción escrita por Pete Townshend y tocada por la banda de rock británica The Who, e introducida en su álbum recopilatorio de 1971 Meaty Beaty Big and Bouncy.
En la época del lanzamiento de la canción, Townshend explicó su significado en una entrevista con la revista Rolling Stone: «Muy vagamente, "The Seeker" era sólo una cosa acerca de lo que yo llamo "desesperación divina", o simplemente desesperación. Y lo que esta le hace a la gente». Tras señalar la súbita irrupción de la canción en el Reino Unido, Townshend añade: «Yo no creo que la toquemos en Estados Unidos». Hecho no del todo cierto, ya que la banda la interpretó por cerca de dos semanas en su tour por América en 1970.
Lanzada en el Reino Unido por Track Records el 21 de marzo de 1970, alcanzó el #19 en las listas. Lanzada en Estados Unidos por Decca Records, entró a las listas Billboard el 11 de abril de 1970, alcanzando el puesto #44. The Who volvió a tocar esporádicamente la canción en 2000, pero de manera más regular en el tour de su disco Endless Wire en 2006-2007.

## Misceláneo
«The Seeker» apareció en la película American Beauty y en la banda sonora de la misma. La canción se está reproduciendo en los auriculares de Lester Burnham, en la mañana del día en que es asesinado. La letra del estribillo posee una estrecha relación con el nivel de redención que logra el personaje, en el día de su muerte.
Un cover de la canción aparece en el videojuego Guitar Hero III: Legends of Rock en el 3.er nivel de la gira en solitario.
La canción también aparece en la emisora Liberty Rock Radio en Grand Theft Auto IV y sus expansiones.
La canción suena en los créditos de apertura de la película de Steven Soderbergh, The Limey, protagonizada por Terence Stamp, cuyo hermano, Chris Stamp fue uno de los productores de The Who.
La canción aparece en los créditos iniciales del documental de 2008 Religulous, de Bill Maher.
La canción aparece en los primeros minutos de la serie Masterpiece Mystery Inspecor Lewis en el episodio «Whom the Gods Would Destroy».

### Otras versiones
El grupo canadiense de rock progresivo Rush, incluye una versión de «The Seeker» en su EP Feedback, y nuevamente en su álbum en vivo titulado R30: 30th Anniversary World Tour.
El cantante escocés Fish hizo una versión para su álbum de versiones de 1993 Songs From the Mirror.
El histórico grupo de hard rock Guns N' Roses, realizó una interpretación del tema durante su residencia en el Hard Rock Hotel de Las Vegas, llevada a cabo entre octubre y noviembre de 2012,y actualmente en el 2016 es tocada En cada show de la banda en su Tour Not In This Lifetime... Tour